# Дурбская волость
Ду́рбская во́лость (латыш. Durbes pagasts) — одна из территориальных единиц Южно-Курземского края Латвии, в историко-культурной области Курземе. Находится в центре края. Граничит с Бункской, Тадайкской, Дуналкской и Вецпилсской волостями своего края, а также с городом Дурбе, который является волостным центром.

## История
В 1945 году в Дурбской волости были созданы Дурбский и Падонский сельские советы. В 1949 году волостное деление было отменено. В 1951 году к Дурбскому сельсовету был присоединён Падонский сельсовет, а в 1956 году Дурбский сельсовет был преобразован в сельскую территорию города Дурбе.
В 2000 году был образован Дурбский край, включивший в себя город Дурбе и его сельскую территорию, а также Тадайкскую волость. В 2009 году, в результате латвийской административно-территориальной реформы, Дурбская сельская территория была выделена в отдельную административную территорию в составе края, а в 2010 году преобразована в Дурбскую волость. В ходе административно-территориальной реформы Латвии 2021 года, Дурбский край был упразднён, Дурбская волость вошла в состав укрупнённого Южно-Курземского края.

## География
Дурбская волость расположена на Вартайской холмистой равнине Западной Курземской возвышенности. Высота рельефа в восточной части волости, где находится Бандавское всхолмление, составляет 61,8 м над уровнем моря. Северо-западную окраину волости занимает большая часть озера Дурбес (площадь 970,5 га), лежащее в древней долине Дурбес-Вартаяс. В озеро Дурбес впадают реки Трумпе и Ланьупе, вытекает река Дурбе со своим притоком Айстере. По южной границе волости протекает приток Барты Вартая. В древней долине Дурбес-Вартаяс находится Дурбское болото (площадь 500 га).

## Население
В 1935 году в Дурбской волости проживало 1325 человек, из них латышей — 95,8 %, поляков — 1,2 %, немцев — 0,5 %, русских — 0,5 %..
По состоянию на 1 января 2022 года население волости составляло 391 человек.

## Экономика
В 1935 году в волости насчитывалось 237 крестьянских хозяйств. В Дурбе работал молокозавод, также в волости работали ветряная и водяная мельницы, кирпичная печь и 3 лесопилки.
В советское время на территории нынешней волости были создан колхоз «Дурбе». В Лигути находился отдел Скрундского прудового хозяйства. В Падоне работал сепараторный молочный пункт, также имелись механические мастерские, располагались склады Советской армии.
По состоянию на 2000 год в волости Скрундское прудовое хозяйство арендовало пруды для разведения рыбы, магазины.

### Транспорт

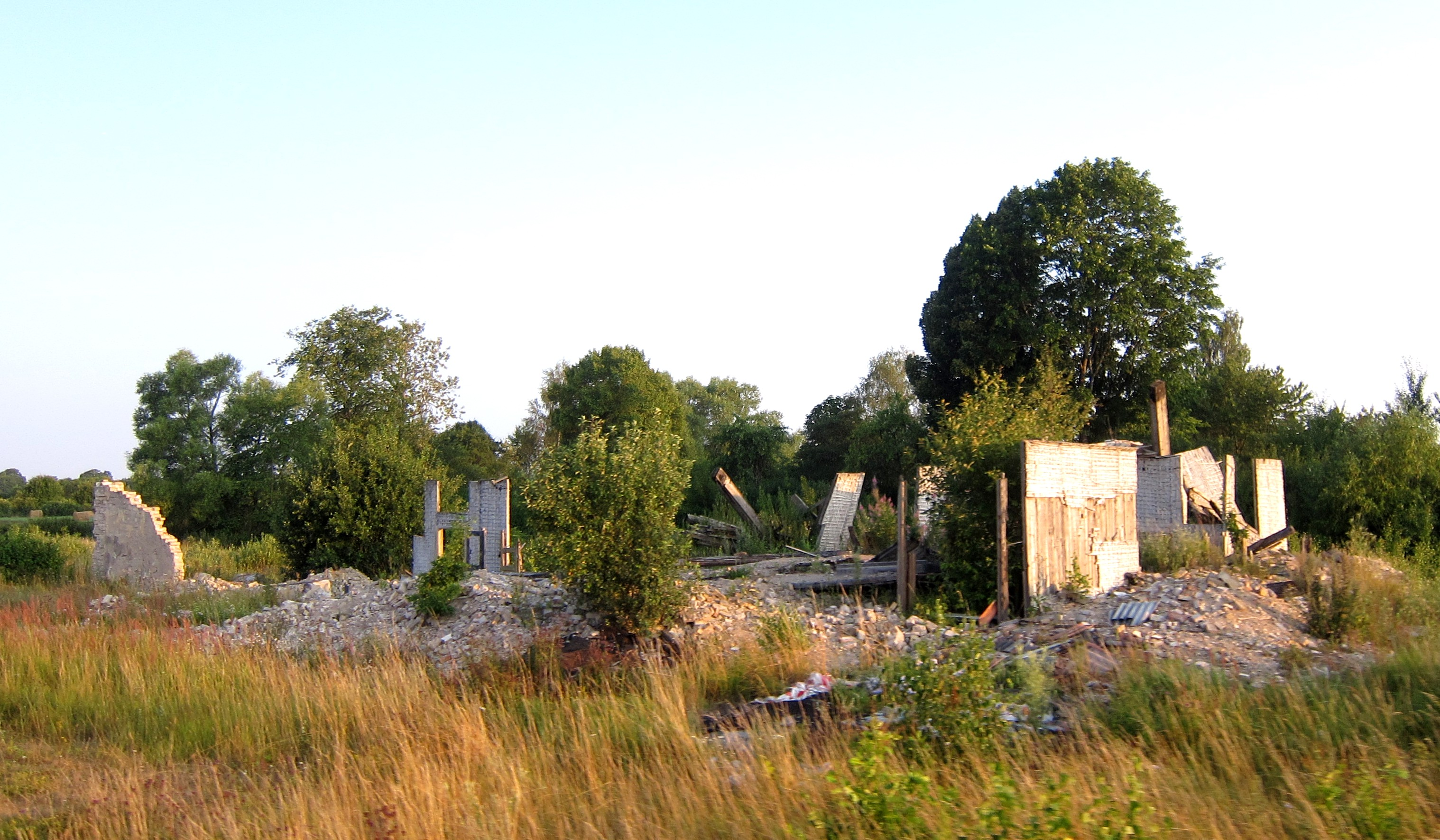
Развалины станции Дурбе в 2014 году

Дурбскую волость пересекает железнодорожная линия Елгава — Лиепая. Пассажирские поезда останавливались на станции Дурбе. В связи с нехваткой средств на модернизацию подвижного состава, 15 августа 2001 года пассажирское сообщение на линии было прекращено. Вновь пассажирское сообщение было открыто через 5 лет, в марте 2006 года, но поезда останавливались лишь на крупных станциях. Станция Дурбе работу не восстановила, и через несколько лет от неё остались одни развалины.
Через волость проходят государственная автомобильная дорога высшей категории A9 Рига — Лиепая и местные автодороги V1202 Дурбе — Айстере, V1203 Вецпилс — Падоне, V1204 Дурбе — Падоне — Куграс, V1205 Кроте — Тадайки и V1230 Дурбе — Лигути.

## Образование и культура
Первая школа была основана в Дурбе после 1841 года. В годы первой Латвийской республики в Лигути была открыта 2-годичная сельскохозяйственная школа, преобразованная в школу для садовых работников 1930-х годах. В 1935 году в Падоне работала Дурбская 6-классная начальная школа. В советское время в Лигути был открыт детский дом, который после строительства нового здания в 1964 году был преобразован в школу-интернат (закрыта в 1991 году). Также в Дурбе работала 8-летняя школа (закрытая в 1971 году). Первая библиотека была основана Дурбским сельскохозяйственным обществом в 1922 году. В годы советской власти на территории волости работало 2 клуба, 3 библиотеки и эстрада в Лигути. В 2000/01 учебном году в Дурбской средней школе имени Кронвалда обучалось 315 учащихся.
По состоянию на 2024 год в волости работали детский сад «Ābolītis», Дурбская основная школа имени Кронвалда, Дурбский музей старинных предметов, Дурбский дом культуры и библиотека. Работают любительские коллективы: женский хор  «Durbe», ансамбль народной музыки «Neparasts gadījums», вокальный ансамбль «Mezābele», группа «Aii the lost keys», любительский театр «Dīvatrons», танцевальный коллектив среднего возраста «Lindale», кружок рукоделия, кружок кроссвордистов, детский танцевальный коллектив «Lindalīte», детский танцевальный коллектив «Ābelīte».